# Гільєрме Коста
Гільєрме Коста (порт. Guilherme Costa, 1 жовтня 1998) — бразильський плавець.
Переможець Панамериканських ігор 2019 року. Учасник Олімпійських Ігор 2020 року. У 2022 році став бронзовим призером чемпіонату світу.